# De alchemische bruiloft van Christiaan Rozenkruis
De alchemische bruiloft van Christiaan Rozenkruis (oorspronkelijke titel: Chymische Hochzeit: Christiani Rosenkreutz anno 1459) is een anoniem verschenen esoterisch werk uit 1616, doorgaans toegeschreven aan de Duitse theoloog en schrijver Johann Valentin Andreae. Het is het derde van de zogeheten Rozenkruisersmanifesten, na de Fama Fraternitatis (1614) en de Confessio Fraternitatis (1615). Het geromantiseerde, allegorische en alchemistische werk beschrijft in zeven dagen een symbolische innerlijke reis van Christian Rosenkreuz, die wordt uitgenodigd voor een geheimzinnig bruiloftsfeest in een slot. De tekst geldt als een van de meest invloedrijke publicaties uit de begindagen van het Rozenkruisersdenken en wordt vaak gelezen als een allegorie op spirituele transformatie.

## Auteurschap en publicatie
De eerste editie verscheen in 1616 in Straatsburg onder de titel Chymische Hochzeit Christiani Rosenkreutz anno 1459. Hoewel het werk anoniem werd gepubliceerd, wordt het tegenwoordig vrijwel unaniem toegeschreven aan Johann Valentin Andreae (1586–1654). Andreae schreef de tekst vermoedelijk rond 1602–1603 en verwees er later zelf naar als een ludibrium, een speels verzinsel van weinig serieuze betekenis. In zijn autobiografie distantieerde hij zich van latere esoterische interpretaties van het werk.

## Inhoud en structuur
Het werk bestaat uit zeven hoofdstukken, die elk een dag in het leven van de hoofdpersoon Christian Rosenkreuz beschrijven. Op symbolische wijze ondergaat hij beproevingen, ontmoet hij mysterieuze figuren en wordt hij ingewijd in de geheimen van een alchemistisch proces. De bruiloft die hij bijwoont, is geen letterlijk huwelijk, maar een alchemistische en spirituele vereniging van tegenstellingen (zoals zon en maan, man en vrouw, lichaam en geest).
De zeven dagen weerspiegelen de klassieke structuur van het magnum opus in de alchemie, met fasen als nigredo, albedo en rubedo, die wijzen op zuivering, verlichting en voltooiing. Het kasteel waar de handeling plaatsvindt wordt soms in verband gebracht met het Schloss Heidelberg, destijds een centrum van humanistische en esoterische activiteit.
De tekst bevat raadselachtige en erotische taferelen. Zo ontdekt Christian Rosenkreuz in de kelder van het kasteel een naakte gestalte van Venus, die wordt geïnterpreteerd als een verbeelding van de zuivere zielsgeboorte of de transfiguratie van het lichaam. In een andere scène drinken de gasten uit een fontein gewijd aan Hermes (Mercurius), wat in de alchemistische traditie verwijst naar het transformatieve element kwik, symbool van geestelijke zuivering.
Aan het slot van zijn reis wordt Christian Rosenkreuz benoemd tot Ridder van de Gouden Steen, een titel die de voltooiing van zijn inwijding en innerlijke transformatie symboliseert. Vervolgens krijgt hij de taak van poortwachter van het kasteel.

## De broederschap van het Rozenkruis
De hoofdpersoon, Christian Rosenkreuz, wordt in het werk voorgesteld als de stichter van een ideële broederschap, die zich inzet voor universele vrede en morele hervorming op basis van christelijke deugden. De kernwaarden van deze orde waren onder meer vroomheid, naastenliefde, anonimiteit en geheimhouding. De manifesten riepen intellectuelen op zich bij deze hervormingsbeweging aan te sluiten, wat leidde tot honderden ‘open brieven’ van geïnteresseerden.
Hoewel de historische bestaansgrond van deze broederschap omstreden is, beschouwen latere esoterische stromingen zich als erfgenamen ervan.

## Invloed en receptie
De manifesten, en in het bijzonder de Chymische Hochzeit, hebben grote invloed gehad op de westerse esoterie. In de 18e eeuw grepen groepen als de Duitse Gold- und Rosenkreuzer terug op het gedachtegoed van Christian Rosenkreuz. In de 20e eeuw sloten ook organisaties als de Ancient Mystical Order Rosae Crucis (AMORC) en het Lectorium Rosicrucianum zich aan bij deze traditie.
Binnen de vroegmoderne vrijmetselarij toonden bekende figuren als de Schot Robert Moray en de Engelsman Elias Ashmole interesse in Rozenkruisersideeën. Hoewel een directe historische band tussen beide bewegingen moeilijk te bewijzen is, wordt in symboliek en rituaal geregeld verwezen naar gedeelde thema’s als transformatie, geheimhouding en universele broederschap.